# Vito Favero
Vito Favero (Sarmede, 21 oktober 1932 – aldaar, 16 mei 2014) was een Italiaans wielrenner.

## Levensloop en carrière
Favero won in 1952 als belofte de Giro del Belvedere.
Favero werd prof in 1956. Zijn eerste grote Ronde was de Ronde van Italië 1957, hij won de 8e etappe naar Napels. In de Ronde van Italië 1959 won hij de 18e etappe naar Turijn. Zijn beste prestatie ooit was tijdens de Ronde van Frankrijk 1958. Hij droeg 6 dagen de gele trui en eindigde als tweede achter winnaar Charly Gaul. Hij werd dat jaar derde in de Ronde van Emilia.
Een jaar later reed hij de Ronde van Frankrijk 1959 niet uit, maar won wel de tweede etappe. Hij won Parijs-Nice niet, maar wel 2 ritzeges. In 1960 werd hij 2e bij de Roma Maxima achter Giuseppe Fallarini. In 1961 werd hij weer tweede, ditmaal bij de Ronde van Reggio Calabria achter Dino Bruni. In 1962 stopte hij ermee.
In mei 2014 overleed hij in zijn geboorteplaats op 81-jarige leeftijd. 

## Resultaten in voornaamste wedstrijden
| Jaar | Ronde van Italië | Ronde van Frankrijk | Ronde van Spanje |
| ---- | ---------------- | ------------------- | ---------------- |
| 1956 |                  |                     |                  |
| 1957 | 22e (1)          |                     |                  |
| 1958 | 35e              | ↑                   |                  |
| 1959 | 20e (1)          | opgave (1)          |                  |
| 1960 | opgave           |                     |                  |
| 1961 | opgave           | opgave              |                  |
| 1962 | opgave           |                     |                  |

| Jaar | Milaan-San Remo | Ronde van Lombardije |
| ---- | --------------- | -------------------- |
| 1956 |                 | 37e                  |
| 1957 | 66e             | 11e                  |
| 1958 |                 | 62e                  |
| 1959 | 6e              |                      |
| 1960 | 85e             | 21e                  |
| 1961 | 95e             |                      |
| 1962 | 55e             |                      |